# Ekateríni Vóngoli
Ekateríni Vóngoli (en grec moderne : Αικατερίνη Βόγγολη), souvent appelée Katerína Vóngoli (Κατερίνα Βόγγολη, née le 30 octobre 1970 à Larissa) est une athlète grecque spécialiste du lancer du disque. 

## Palmarès

### Championnats du monde d'athlétisme
- Championnats du monde d'athlétisme 2003 à Paris,  France
  -  Médaille de bronze du lancer du disque

### Championnats d'Europe d'athlétisme
- Championnats d'Europe d'athlétisme 2002 à Munich,  Allemagne
  -  Médaille d'or du lancer du disque

## Records
Son record personnel au lancer du disque est de 67,72 m réalisé à Athènes en 2004.